# Matt Pavolka
Matthew Matt Pavolka (* 9. April 1978) ist ein US-amerikanischer Jazz-Bassist, Posaunist und Bandleader.

## Leben und Wirken
Pavolka wuchs in Bloomington (Indiana) in einer Musikfamilie auf; sein Vater ist professioneller Posaunist, seine Mutter Pianist und Kirchenorganistin.  In seiner Schulzeit lernte er zunächst Posaune, bevor er in der Highschool zum Bass wechselte. Er studierte am Berklee College of Music und ist seit Mitte der 1990er-Jahre in der New Yorker Jazzszene aktiv, wo er seitdem u. a. mit Nate Radley, Ben Holmes, Noah Preminger, Ohad Talmor, Guillermo Klein (El Minotauro, 1997) und seiner Frau Akiko arbeitete. 2008 legte er sein Debütalbum Something People Can Use (Toneofapitch Records) vor, an dem Ben Monder, Pete Rende und Ted Poor mitwirkten. Um 2014 arbeitete er mit seiner Matt Pavolka Horn Band (mit Kirk Knuffke, Jacob Garchik, Loren Stillman und Mark Ferber) und der Matt Pavolka Band. Im Bereich des Jazz war er zwischen 1995 und 2011 an 21 Aufnahmesessions beteiligt, u. a. bei Marlon Browden, Sylvain Leroux, Magali Souriau/Chris Cheek und dem Trio This (mit George Schuller). 2020 leitete Pavolka seine Horns Band, der David Smith, Charlotte Greve, Jacob Garchik und Mark Ferber angehören. Er ist mit der Sängerin und Pianistin Akiko Pavolka verheiratet.

## Diskographische Hinweise
- Matt Pavolka Band – Something People Can Use (Toneofapitch Records, 2008, mit Ben Monder, Peter Rende, Ted Poor)
- The Horns Band (Fresh Sound, 2014, mit Jacob Garchik, Loren Stillman, Kirk Knuffke, Mark Ferber)
- Akiko Pavolka’s House of Illusion – Majoroba (Fresh Sound, 2011)
- Trio This – That (GM Recordings, 2010)
- Sylvain Leroux – Quatuor Creole (Engine Studios, 2012)
- Santiago Leibson: Little Pieces (2020), mit Mark Ferber
- Ohad Talmor Newsreel Sextet: Long Forms (Intakt, 2020)
- Disciplinary Architecture (2024)